# Dmytro Hodja
Dmytro Vasyl'ovyč Hodja (in ucraino Дмитро Васильович Годя?; Rosoš, 10 marzo 2005) è un calciatore ucraino, centrocampista del Veres Rivne.

## Carriera

### Club
Ha iniziato a giocare a calcio con le maglie di Suzirya Svalyava e SDYuSShOR Uzhgorod per poi passare nella primavera del 2022 agli ungheresi del Kisvárda. Ad ottobre del 2022 è tornato in Ucraina al Veres Rivne, club di prima divisione, dove ha debuttato a livello professionistico il 29 maggio 2023 nell'incontro di campionato perso 3-0 contro la Dinamo Kiev.

### Nazionale
Ha giocato con le nazionali giovanili ucraine Under-19 ed Under-20.

## Statistiche

### Presenze e reti nei club
Statistiche aggiornate al 10 agosto 2025.
| Stagione           | Squadra            | Campionato         | Campionato | Campionato | Coppe nazionali | Coppe nazionali | Coppe nazionali | Coppe continentali | Coppe continentali | Coppe continentali | Altre coppe | Altre coppe | Altre coppe | Totale | Totale | Totale |
| Stagione           | Squadra            | Comp               | Pres       | Reti       | Comp            | Pres            | Reti            | Comp               | Pres               | Reti               | Comp        | Pres        | Reti        | Pres   | Reti   |        |
| ------------------ | ------------------ | ------------------ | ---------- | ---------- | --------------- | --------------- | --------------- | ------------------ | ------------------ | ------------------ | ----------- | ----------- | ----------- | ------ | ------ | ------ |
| 2022-2023          | Veres Rivne        | PL                 | 3          | 0          | -               | -               | -               | -                  | -                  | -                  | -           | -           | -           | 3      | 0      |        |
| 2023-2024          | Veres Rivne        | PL                 | 6          | 0          | CU              | 1               | 0               | -                  | -                  | -                  | -           | -           | -           | 7      | 0      |        |
| 2024-2025          | Veres Rivne        | PL                 | 23         | 0          | CU              | 2               | 0               | -                  | -                  | -                  | -           | -           | -           | 25     | 0      |        |
| 2025-2026          | Veres Rivne        | PL                 | 1          | 0          | CU              | 0               | 0               | -                  | -                  | -                  | -           | -           | -           | 1      | 0      |        |
| Totale Veres Rivne | Totale Veres Rivne | Totale Veres Rivne | 33         | 0          |                 | 3               | 0               |                    | -                  | -                  |             | -           | -           | 36     | 0      |        |
| Totale carriera    | Totale carriera    | Totale carriera    | 33         | 0          |                 | 3               | 0               |                    | -                  | -                  |             | -           | -           | 36     | 0      |        |